# Klein Heidorn
Das Dorf Klein Heidorn (niederdeutsch Lüttken Heidorn) ist eine Ortschaft der Mittelstadt Wunstorf in der niedersächsischen Region Hannover.

## Geschichte
Die erste urkundliche Erwähnung des Hagendorfes Klein Heidorn erfolgte 1247 in einer Urkunde, die das Besitzrecht am Ort dem Bischof von Minden Johann zusprach. Der Ort war zuvor im Besitz des Grafen Ludolf von Roden gewesen. In der Folgezeit kam der Ort an die Grafen von Schaumburg. Er gehörte als Exklave zum Amt Bokeloh.
Während des Dreißigjährigen Krieges wurde der Ort in Brand gesetzt. Er kam dann 1640 in welfischen Besitz und wurde dem Fürstentum Calenberg zugeordnet.
Am Himmelfahrtstag des Jahres 1802 brannte das Dorf nieder und 30 der 35 Häuser wurden zerstört. Von 1898 an befand sich in Klein Heidorn auch eine Haltestelle der Steinhuder Meer-Bahn. Dieser Bahnbetrieb hielt bis 1964 bzw. 1970 für den Güterverkehr an. Besondere Bedeutung für Klein Heidorn hat auch die Anlage des Fliegerhorst Wunstorf. Das Land dafür wurde Klein Heidorner Bauern 1934 größtenteils von Luftwaffe und Wehrmacht enteignet. Die im Fliegerhorst stationierten Soldaten wurden der Bevölkerung Klein Heidorn zugeordnet, wodurch deren Größe in der Folge stark anstieg.

### Eingemeindungen
Am 1. März 1974, zur Gebietsreform in Niedersachsen, wurde Klein Heidorn in die Stadt Wunstorf eingegliedert.

### Einwohnerentwicklung
| Jahr | Einwohner |
| ---- | --------- |
| 1821 | 326       |
| 1848 | 344       |
| 1871 | 393       |
| 1885 | 399       |
| 1905 | 541       |
| 1925 | 527       |
| 1939 | 15840     |

| Jahr | Einwohner |
| ---- | --------- |
| 1950 | 1319      |
| 1961 | 2260      |
| 1970 | 2199      |
| 1974 | 2167      |
| 2005 | 1336      |
| 2012 | 1267      |
| 2018 | 1314      |

## Politik

### Ortsrat
Der Ortsrat von Klein Heidorn setzt sich aus zwei Ratsfrauen und fünf Ratsherren folgender Parteien zusammen:
- SPD: 4 Sitze
- CDU: 2 Sitze
- Fraktionslos: 1 Sitz

(Stand: Kommunalwahl 11. September 2016)

### Ortsbürgermeister
Die Ortsbürgermeisterin ist Elke Rodloff (SPD).

### Wappen
Der Entwurf des Kommunalwappens von Klein Heidorn stammt von dem Heraldiker und Wappenmaler Gustav Völker, der zahlreiche Wappen in der Region Hannover erschaffen hat. Die Genehmigung des Wappens wurde durch den Regierungspräsidenten in Hannover am 13. Januar 1960 erteilt.
| Wappen von Klein Heidorn | Blasonierung: „In Silber ein nach rechts hängender, grüner Kirschenzweig mit sieben (4 : 3) roten Kirschen.“ |
| Wappen von Klein Heidorn | Wappenbegründung: Anlass, die Kirschen in das Wappen aufzunehmen, gaben die im 18. bzw. 19. Jahrhundert abgehaltenen Kirschenmärkte. Grundlage für den Anbau der Kirschen war der heimische, äußerst nasse Tonboden. Aus dem Anbau entwickelte sich für den bis dahin äußerst industriearmen Ort eine Erwerbsquelle, so dass Klein Heidorn noch heute als „Kirschendorf“ im Volksmund bezeichnet wird. Die damals angebaute Sauerkirsche wird auch heute noch hier erhalten und findet besondere Verwendung zu Marmeladen und Fruchtweinen. Anlässlich der 700-Jahr-Feier der Gemeinde wurde hier ein Gedenkstein errichtet. Eine Bronzeplatte, die in den Stein eingelassen ist, zeigt bereits einen Kirschenzweig, in welchem sieben Kirschen die Zeit von 700 Jahren symbolisieren. |

## Kultur und Sehenswürdigkeiten
Baudenkmale
→ Siehe: Liste der Baudenkmale in Klein Heidorn